# Villaflores (Salamanca)
Villaflores é um município da Espanha na província de Salamanca, comunidade autónoma de Castela e Leão, de área 42,11 km² com população de 402 habitantes (2004) e densidade populacional de 9,55 hab/km².

## Demografia
| Variação demográfica do município entre 1991 e 2004 | Variação demográfica do município entre 1991 e 2004 | Variação demográfica do município entre 1991 e 2004 | Variação demográfica do município entre 1991 e 2004 |
| --------------------------------------------------- | --------------------------------------------------- | --------------------------------------------------- | --------------------------------------------------- |
| 1991                                                | 1996                                                | 2001                                                | 2004                                                |
| 550                                                 | 483                                                 | 426                                                 | 402                                                 |